# Islamische Musik
Islamische Musik ist eine vokale oder instrumentale Musik, die in einem engeren Sinn mit der religiösen Praxis des Islam oder in einem weiteren Sinn mit einer überwiegend muslimischen Gesellschaft bedeutungsmäßig verbunden ist. Das klassische Heimatland des Islam ist der Nahe Osten, Nordafrika, Turkestan, Afghanistan und Pakistan. Da der Islam eine multikulturelle Religion ist, ergibt sich eine diverse musikalische Ausdrucksweise seiner jeweiligen Anhänger.
Vor allem die klassische arabische Musik, die persische Musik und auch die indische Musik haben die Formen der islamischen Musik weltweit und epochenübergreifend stark geprägt und beeinflusst.
Die Seldschuken, ein islamisches Nomadenvolk, eroberten im 11. Jahrhundert das Kalifat und Anatolien, wobei sie auch einen starken Einfluss auf die islamische Musik ausübten. Im 14. Jahrhundert wurde das Osmanenreich zum Erbe der Seldschuken in Anatolien, wodurch die Musik der Türkei überregional an Bedeutung gewann und prägenden Einfluss auf die islamische Musik nehmen konnte.

## Zum Begriff
Der Begriff Islamische Musik ist mehrdeutig und bezeichnet im üblichen Sprachgebrauch nicht nur kultische, religiöse Musik, sondern auch verschiedenste Formen weltlicher Musik, die sich in Gebieten mit mehrheitlich muslimischer Bevölkerung oder auch als Ausdrucksform muslimischer Minderheiten entwickelt haben. Er umfasst damit Traditionen und Stile unterschiedlichster Regionen und Zeiten, trennt nicht zwischen ernster und Unterhaltungsmusik und kann für die mittelalterliche höfische Musik am Kalifenhof ebenso verwendet werden wie für die Ritualmusik Gnawa, die vielfältige Musik von Lombok oder für den Hip-Hop der Black Muslims in den Vereinigten Staaten. Statt eines bestimmten, klar definierbaren Stils bezeichnet er also sehr verschiedene regional und kulturell bestimmte musikalische Ausdrucksformen, in der auch durch die islamische Religion bestimmte Vorgaben auf sehr unterschiedliche Weise umgesetzt wurden oder mitunter auch gar keine klar benennbare Rolle spielen.
Hinzu kommt, dass manche der unter diesem Begriff zusammengefassten Kulturen keinen eigenen Begriff für Musik kennen, der von dem des Tanzes und des Rituals scharf abgegrenzt wäre. Andererseits wird vieles, was aufgrund einer bestimmten melodiösen Klanghaftigkeit nach europäischen Maßstäben als Musik verstanden werden kann, von muslimischen Hörern davon oft deutlich unterschieden, wie insbesondere der Adhān und die Koranrezitation.

## Haltung der traditionellen islamischen Gelehrsamkeit zur Musik
Die Ansichten der frühen islamischen Religions- und Rechtsgelehrten über Zulässigkeit und Nutzen der Musik waren ambivalent und im Unterschied zum recht einhelligen Konsens über das Verbot der Darstellung lebendiger Wesen in der bildenden Kunst, zu dem es nur wenige abweichende Meinungen gab, differenzierter und nicht unumstritten. Die polemische Samāʿ-Debatte wurde dabei in Ermangelung expliziter koranischer Vorgaben zur Musik vor allem auf Basis der Hadith-Literatur geführt.
Problematisch sah man insbesondere die Nähe der Musik zu anderen als sündhaft verstandenen Handlungen wie Weingenuss, Unzucht und Ekstase. Entsprechend finden sich in den Traditionssammlungen vor allem auch besonders ablehnende prophetische Überlieferungen über die im vorislamischen Arabien weit verbreiteten Sängersklavinnen, zu deren Verzückungsrepertoire neben ihrem Gesang auch Alkohol und Erotik gehörten. Gleichzeitig wird vor allem der Gesang der reinen menschlichen Stimme nur sehr selten als verwerflich gesehen. Dem in Sure 31:19 explizit als hässlich bezeichneten Brüllen des Esels wird oft die schöne Singstimme des Menschen gegenübergestellt. Entsprechend gibt es auch eine starke A-cappella-Tradition des kultischen Gesangs.
Bezüglich des Gebrauchs von Musikinstrumenten waren sich die Rechtsgelehrten uneins. Wenngleich in der Tradition auch auf das musikalische Talent König Davids und dessen Geschick beim Spiel der Harfe und der Flöte verwiesen wurde, galt doch die Nutzung bestimmter Instrumente, vor allem der Saiteninstrumente, im Unterschied etwa zur arabischen Handtrommel Daf, deren Gebrauch im Hadith explizit erlaubt wird, nicht selten als verboten. Ungeachtet dessen zählen gerade auch Lauteninstrumente wie die Oud zu den bedeutendsten Instrumenten des islamischen Kulturraums. Im Sufismus, der islamischen Mystik, gilt schließlich kultische, auch von Instrumenten begleitete Musik oft nicht nur als erlaubt, sondern als wesentliches Element der Andacht. Entsprechend gibt es viele unterschiedliche, durch die jeweilige lokale Kultur geprägte Formen islamischer Musik.

## Überlieferungssituation
Die Musik ist zumeist nur mündlich überliefert worden. Eigene Notationssysteme entwickelten sich erst spät und sind kaum verbreitet; begründet liegt dies unter anderem darin, dass die Qualität der Aufführung von den Hörern oftmals gerade am Improvisationstalent der Musiker gemessen wurde. So sind die im 10. Jahrhundert im berühmten Kitāb al-Aghānī (‚Buch der Lieder‘) von al-Isfahānī gesammelten Musikstücke nur mit knappen Hinweisen versehen, aus denen sich die Melodien und die Aufführungspraxis der Lieder heute kaum mehr rekonstruieren lassen. Seit dem 20. Jahrhundert bedient man sich westlicher Notationssysteme, die sich aber nur bedingt eignen, die harmonischen und melodischen Besonderheiten dieser Musiktraditionen festzuhalten.
Im Unterschied dazu sind die gesungenen Texte selbst gut bekannt. Häufig handelt es sich um Vertonungen bekannter Gedichte, in der kultischen Musik auch repetitiv vorgetragene Gebete und Anrufungen Gottes oder des Propheten.

## Formen islamischer Musik
Modale Systeme wie die arabischen Maqāmāt, die persischen Dastgāh-hā und der indische Raga haben sich überregional verbreitet und sich auch gegenseitig stark beeinflusst. Traditionelle Formen kultischer Rezitation ohne Instrumentalbegleitung wie der Adhān und die Koranrezitation werden gemeinhin nicht zur Musik gezählt.

### Musik zu religiösen Feierlichkeiten
Ein Anlass zur Aufführung der Musik sind öffentliche religiöse Feierlichkeiten, etwa zum Mawlid, dem Geburtstag Mohammeds. Die Schiiten führen zum Gedenken an die vom Imam Hussein erlittenen Martyrien musikalisch unterlegte Passionsspiele auf, im Iran etwa im Rahmen der Ta'zieh-Aufführungen; während der Muharram-Trauerzeit wird die Aschura-Musik gespielt.

### Sufi-Musik
Eine der bedeutsamsten Formen kultischer islamischer Musik ist die Sufi-Musik. Sie hat ihren Ursprung im Iran und breitete sich von dort in die Türkei und auf den indischen Subkontinent aus. Im Westen am bekanntesten sind die Dhikr-Gottesdienste der singenden, rhythmisch tanzenden Mevlevi-Derwische der Türkei. Die Sufis können jedoch auch in der Öffentlichkeit religiöse Gesänge zur Unterhaltung und Erbauung der Hörer darbieten. Dabei ist die Stimmung wohl religiös, aber die Gemeinde ist hierbei jedoch nicht zum Gottesdienst versammelt. Konzerte der geistlichen Gesänge werden in der Türkei Mehfil-e-Sama' genannt. Zu den Liedformen gehören İlahi und Nefes.
In Nordindien und Pakistan heißen diese Konzerte und ihr Musikstil Qawwali. Zu einem traditionellen Qawwali-Programm gehört das Hamd, ein Lobpreislied auf Gott ohne Instrumentalbegleitung, das Naat, ein Lobpreislied auf den Propheten Muhammad, das gelegentlich von Trommeln begleitet ist, Manqabat, Loblieder auf berühmte Lehrer der Sufibruderschaft, der die Musiker angehören, und Ghaselen – Lieder der rauschhaften Ekstase und der Sehnsucht, die die Sprache der romantischen Liebe verwenden, um die Sehnsucht der Seele nach der Verbindung mit dem Göttlichen auszudrücken. In Shi'a-Konzerten folgt dem Naat ein Loblied auf Ali, auch Manqabat genannt, und eine Marsiya, eine Wehklage über dem Tod zahlreicher Anhänger Alis bei der Schlacht von Kerbela.
Das Qawwali wird zunehmend populär: Es ein musikalisches Genre und die Konzerte sind vor allem für diejenigen attraktiv, die den singenden Künstler hören möchten, ohne sich dabei auf die religiöse Sphäre einzulassen. Einige Künstler überspringen daher die lange Reihenfolge der Loblieder und gehen direkt vom einleitenden  Hamd  zu den populären romantischen Liedern über oder nehmen sogar vom religiösen Inhalt vollständig Abstand. Bei Traditionalisten und konservativeren Gläubigen stößt das zunehmend auf Kritik.

### Weitere Beispiele traditioneller islamischer Musik
Ein Beispiel für die volkstümliche religiöse Musik Nordafrikas ist die Musik der Gnawa, einer ethnischen Minderheit in Marokko, die auch aus alten afrikanischen Traditionen schöpft. Manzuma nennt man in Äthiopien aufgeführte moralische Lieder, zu deren speziellen Formen beispielsweise Hazinu nimmihawi gehört. Madīh nabawī sind arabische Hymnen auf den Propheten Mohammed.

### Zeitgenössische islamische Musik
In der Gegenwart und vor allem auch bei Muslimen in europäischen Ländern und in Amerika besonders populär ist der Naschid mit Vertretern wie Sami Yusuf, Zain Bhikha und Yusuf Islam, eine Form rhythmischen Gesangs, der überwiegend unter Verzicht auf instrumentale Begleitung allein durch den Einsatz der menschlichen Stimme oder auch mithilfe von Schlaginstrumenten gestaltet wird. Gleiches gilt für Formen von Rap und Hip-Hop, vertreten etwa von Outlandish und Native Deen.
Eine der populärsten islamischen Musikformen im heutigen Indonesien sind Sholawat-Lieder (lagu-lagu sholawat). Es handelt sich hierbei um Lobeshymnen auf den Propheten Mohammed in arabischer Sprache. Sie werden üblicherweise während verschiedener islamischer Zeremonien gesungen und sind deswegen der indonesischen Bevölkerung gut bekannt. Zu den besonders bekannten Sholawat-Sängern in Indonesien gehört Haddad Alwi. Als das eigentliche Ziel seiner Aktivität sieht er nicht Musik an, sondern Dakwah.

## Instrumente
Es gibt eine lange Tradition der Instrumentalbegleitung religiöser Gesänge. Dazu kann eine breite Vielzahl von Instrumenten verwendet werden, abhängig von der lokalen musikalischen Tradition.
Einige Instrumente:
- Trommeln: Daf (persische und kurdische Rahmentrommel), Bendir (Rahmentrommel in Nordafrika und dem Nahen Osten), Zarb (persische Bechertrommel), Rebana (Trommeln in islamischen Ländern Südostasiens), T'bol (Maghreb)
- Idiophone: Gongs, Qarqaba (Maghreb)
- Saiteninstrumente: Rabāb (türkische und arabische Streichinstrumente), Kamantsche (Persisches Streichinstrument), Tar (zentralasiatische gezupfte Langhalslaute), Oud (gezupfte arabische Kurzhalslaute), Santur und Qanun (persische bzw. arabische Zithern), Gimbri (Maghreb)
- Blasinstrumente: Ney (Längsflöte), Shehnai (indisches Doppelrohrblattinstrument), Zummara (gedoppelte Rohrpfeife von Nordafrika bis in den Mittleren Osten)
- Tasteninstrumente: Harmonium (in Indien und Pakistan seit dem Ende des 19. Jahrhunderts)